# 謎之村雨城
《謎之村雨城》是一款由任天堂開發第四部和Human Entertainment共同開發，任天堂發行在FC磁碟機的動作冒險遊戲，於1986年4月14日在日本發售。本作是FC磁碟機外設的早期發佈遊戲之一，也是繼《薩爾達傳說》之後第二款原創遊戲。
本作自2000年代以後，任天堂多次為遊戲再版發行。於2004年8月10日，作為Famicom Mini之一被移植到Game Boy Advance。於2014年任天堂3DS的Virtual Console上首次在日本以外發行歐美版，同年7月30日於日本Wii U的Virtual Console發行。於2023年10月31日登陸任天堂Switch Online服務平台。

## 概要
本作設定以和風世界為背景，使用與《薩爾達傳說》相同的俯視視角控制和螢幕切換滾動系統，後者也是任天堂在本作推出前兩個月發佈的。然而，這是一款純粹的動作冒險遊戲，沒有像《薩爾達傳說》加入解謎元素。

## 玩法
玩家需要控制主角鷹丸，目標是穿越村雨城的城堡和鄰近四座城堡，從城堡領主那裡獲得四顆寶石，並擊敗主要對手村雨。玩家以自上而下的視角從不同方向移動，沒有側滾。遊戲中的道具數量有限，迫使玩家更多地依賴自己的動作技能。

## 影響
由於最初與任天堂之前所推出《薩爾達傳說》的知名度影響，導致本作默默無聞而令人們對它的了解知之甚少。然而於2021年，須田剛一在接受Nintendo Life採訪時表示，Human Entertainment（他在1993年加入該公司至1998年創辦Grasshopper Manufacture為止）在某種程度上參與了遊戲的開發。
儘管本作從未推出過任何續作，但該遊戲主角鷹丸已經在其他系列中數次出現。